# استریپ کلاب
استریپ کلاب (به انگلیسی: Strip Club) یا کلوپ برهنگی، باشگاه‌هایی هستند مرتبط با صنعت سکس که سرگرمی‌هایی چون رقص برهنه یا رقص‌های شهوانی در آنجا انجام می‌شود. این کاباره‌ها می‌توانند به سبک باشگاه‌های شبانه یا بارها باشند یا اینکه ممکن است از سبک‌های همچون تئاتر یا رقص کاباره‌ای پیروی کنند. سبک آمریکایی این نوع از کاباره‌ها در آمریکای شمالی پس از جنگ جهانی دوم به وجود آمدند و از اواخر ۱۹۴۰ به آسیا و از اواخر ۱۹۵۰ به اروپا رفتند جایی که رقابت بر سر نوع انگلیسی و فرانسوی رقص برهنه بود، آغاز شد.

## سرگرمی‌ها و سرویس‌ها

### خدمات کاباره
کاباره‌های لختی سبک آمریکایی ساختاری شبیه به بار یا باشگاه شبانه دارند. معمولاً به کاباره‌هایی که لوکس هستند «کاباره جنتلمنی» می‌گویند که دارای سرویس‌ها و تجهیزات لوکس می‌باشند. برای کاباره‌هایی که ارزش کمتری دارند از نام‌های گوناگونی مثل کاباره ممه، جر بده‌ها، لخت بکن‌ها، بار لباس دربیار، بار دخترجون، بار برهنه، بار بیکینی یا بار رقص گو گو استفاده می‌شود.
صرف نظر از اندازه، نام و مکان در جهان کاباره‌های لختی می‌توانند لخت کامل، تاپ لس یا بیکینی باشند.

#### رقص برهنه یا رقص استریپ‌تیز
نوعی سرگرمی شهوانی می‌باشد که در آن نمایش دهنده به تدریج برهنه می‌شود و به همراه موسیقی رفتاری شهوانی و دلفریب از خود بروز می‌دهد. در این نوع رقص، رقصنده به تدریج برهنه می‌شود و با این کار خود، بیننده را مشتاق به دیدن برهنگی کامل خود می‌کند.

#### رقص خصوصی
در شهر فرنگ مشتری در یک باجه می‌نشیند و از پشت شیشه یا پلاستیک رقصنده را تماشا می‌کند. ممکن است اجرا که زن لباسش را درمی‌آورد و بدنش را به مشتری نشان می‌دهد بدون موسیقی باشد.

### خدمات مشتری
باشگاه برهنگی همانند رستوران و خواربار فروشی یک تجارت سودگرا است. مجریان و خدمه اولین کسانی هستند که با آنها در باشگاه برهنگی رو به رو می‌شوید. رقصنده‌ها اولین وسایلی هستند که از مشتری برای باشگاه پول کسب می‌کنند.